# Batalla de Cortenuova
La batalla de Cortenuova se libró el 27 de noviembre de 1237 en el transcurso de las guerras entre güelfos y gibelinos: en ella, el emperador del Sacro Imperio Romano Germánico Federico II derrotó a la Liga Lombarda.

## Antecedentes
En agosto de 1237 el emperador Federico II regresó de nuevo a Italia, esta vez con el objetivo de aplastar definitivamente a la Liga Lombarda. Cruzó los Alpes hasta Verona y allí a sus 2.000 caballeros se unieron las tropas de Ezzelino III da Romano, incluidos soldados de Treviso, Padua, Vicenza y la propia Verona. Posteriormente llegaron 6.000 infantes y jinetes del Reino de Sicilia, incluidos arqueros musulmanes de Apulia. El resto del ejército lo formaban gibelinos de Cremona, Pavía, Módena, Parma y Reggio, para un total de 12.000 a 15.000 hombres.

## La batalla
Los dos ejércitos permanecieron quince días uno frente al otro sin presentar batalla, separados por un pantano que frustraba la eficacia de los caballeros. 
Los lombardos creyeron los rumores, hábilmente difundidos por el emperador, de que se retiraba a Cremona para pasar allí el invierno. Por lo tanto, también se dirigieron hacia sus cuarteles de invierno. Sin embargo, Federico había apostado un contingente de Bérgamo en Cividate al Piano, que le informaría de los movimientos lombardos mediante señales de humo. Cuando el ejército lombardo completó su cruce del río Oglio en Pontoglio y Palazzolo, las tropas imperiales vieron grandes nubes de humo y se dirigieron a Cortenuova, que estaba a 18 km de sus posiciones.
La vanguardia imperial, distribuidos en 7 divisiones, que fueron las primeras unidades para atacar a las unidades lombardas, seguidos por la infantería. Cogidos por sorpresa, los milaneses y piacentinos, que estaban a punto de acampar, fueron incapaces de formar una línea de defensa, y huyeron a Cortenuova. Allí consiguieron repeler los primeros ataques de las tropas gibelinas, pero al llegar la noche se dieron cuenta de que no aguantarían mucho más y decidieron huir al amparo de la noche. Pero no consiguieron engañar a los imperiales que los atacaron en retirada, muchos cayeron casi sin oponer ninguna resistencia y otros muchos se ahogaron en el cercano río Oglio.

## Consecuencias
El ejército de la Liga Lombarda fue prácticamente aniquilado. Las fuerzas gibelinas que perseguían a los fugitivos avanzaron más allá del Serio, hasta Rivolta sull’Adda, a 25 kilómetros de Milán, que en ese momento estaba prácticamente desprotegida. Pero Federico, en lugar de aprovecharlo, en los días siguientes prefirió dar espacio a las celebraciones por su éxito, dejando primero que los árabes arrasaran Cortenuova, montando luego una procesión triunfal en Cremona, adonde se trasladó el 1 de diciembre.
La Liga Lombarda se disolvió. Las ciudades de Milán, Brescia, Piacenza y Bolonia continuaron resistiendo al emperador.